# Wenzel I. (Böhmen)

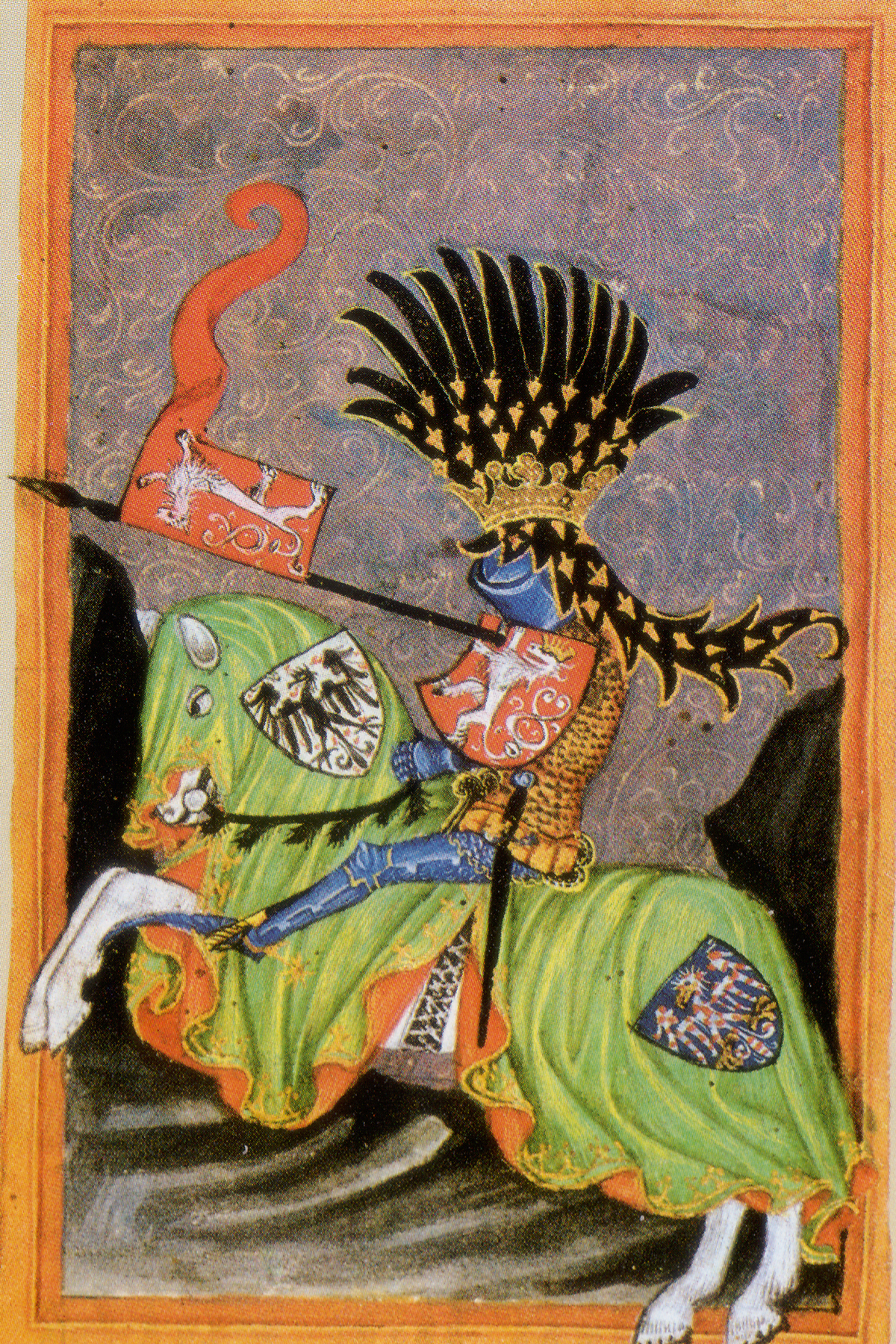
Wenzel I. im Codex Gelnhausen, Anfang 15. Jahrhundert

Wenzel I. Přemysl (tschechisch Václav I. Jednooký; * um 1205; † 23. September 1253 in Počaply) entstammte der Dynastie der Přemysliden und war von 1230 bis 1253 König von Böhmen. 

## Leben
Wenzel war der Sohn von König Ottokar I. Přemysl von Böhmen und Konstanze, Tochter von Béla III., König von Ungarn.
Sein Vater ließ den Sohn bereits 1228 zum König krönen. Nach Schilderungen des Historikers Palacký (s. u.) war er ein begeisterter Jäger, begabt und energisch, auf der anderen Seite aber auch dem luxuriösen Leben zugetan. Auf einer Jagd verlor er ein Auge. Dies brachte ihm den Spitznamen ‚jednooký‘ – der Einäugige ein.
Nach seiner Einsetzung als König führte er die Politik der Premysliden fort. Er förderte die Ansiedlung von Deutschen, um die Landwirtschaft zu modernisieren und dem Bergbau Impulse zu geben. Darüber hinaus begann unter seiner Herrschaft eine Welle von Stadt- und Klostergründungen, vor allem des Zisterzienserordens. Er gründete unter anderem die Städte Trautenau, Schlan und Mies. Gefördert durch seinen wachsenden Reichtum veranstaltete er Ritterturniere, die sein deutscher Ritter Holger von Friedberg organisierte. Am königlichen Hof hielten sich zahlreiche Minnesänger auf, angeblich soll dort auch Walther von der Vogelweide aufgetreten sein. 
Als eine seiner ersten staatsmännischen Aufgaben beendete er den Streit mit dem letzten österreichischen Babenberger, dem Herzog Friedrich. Dieser verstieß seine Ehefrau Sophie, Tochter des byzantinischen Kaisers und Schwägerin des ungarischen Königs, wegen Kinderlosigkeit. Wenzels Mutter, die aus Ungarn stammte, empfand dies als Kränkung, und Wenzel nahm dies zum Anlass, um 1230 in Österreich einzufallen. Friedrich wiederum nutzte den Zwist zwischen Wenzel und seinem jüngeren Bruder Přemysl von Mähren und fiel in Mähren ein. Er besetzte dabei die damals als uneinnehmbar geltende Burg Bítov. Wenzel, der sich mit seiner Armee in der Nähe befand, griff dabei nicht ein. Als Friedrich erkrankte und sich nach Österreich zurückzog, nutzte Wenzel die Gunst der Stunde und eroberte Brünn. Der sich verschärfende Zwist führte schließlich dazu, dass Kaiser Friedrich II. über den Österreicher den kaiserlichen Bann verhängte und Wenzel beauftragte, ihn zum Gehorsam zu bewegen. Wenzel eroberte Niederösterreich und Wien, Friedrich zog sich nach Wiener Neustadt zurück. Die Sorge der Reichsfürsten, dass die wachsende Macht des Kaisers die ihrige schwächen könnte, führte zu politischen Begegnungen, die schließlich in einem Frieden zwischen Wenzel und dem österreichischen Herzog mündete. Friedrich verlobte seine Nichte Gertrud mit Wenzels Sohn Vladislav. Als Mitgift erhielt der Böhme die Verwaltung Österreichs nördlich der Donau. 
1241 fielen die Mongolen unter Batu Khan nach der Schlacht bei Wahlstatt in Mähren ein. Wenzel konnte sie zwar vertreiben, dennoch waren die Schäden durch den Einfall groß. 1242 wurde Wenzel zusammen mit Heinrich Raspe von Friedrich II. zum Reichsgubernator für seinen minderjährigen Sohn Konrad IV. bestellt. So sollte ein drohender Krieg unter den rivalisierenden deutschen Fürsten verhindert werden. Seit Ende 1247 opponierte Wenzels Sohn Ottokar II.; unterstützt von mährischen Adeligen, erhob er sich endgültig 1248 gegen seinen Vater, der zu dieser Zeit kaum noch regierte, sondern sich mehr Festen widmete. Die Kriege zwischen Sohn und Vater, der Anhänger in Deutschland und Österreich suchte, dauerten das ganze Jahr – mit wechselnden Erfolgen. Der Vater musste Prag verlassen und begab sich in das Herrschaftsgebiet seines Anhängers Boresch II. von Riesenburg. Nach dem Sieg Wenzels bei Brüx ließ er seinen Sohn inhaftieren und dieser musste sich ihm unterwerfen.

## Nachkommen
Wenzel I. war verheiratet mit Kunigunde von Schwaben. Folgende Nachkommen aus dieser Ehe sind bekannt:
- Vladislav († 3. Januar 1247), Markgraf von Mähren, 1246/47 Anwärter auf die Herzogtümer Österreich und Steiermark

⚭ 1246 Gertrud von Österreich.
- Přemysl Ottokar II. (1232–1278), König von Böhmen, ⚭ 1252 Margarete von Babenberg
- Beatrix (Božena) († 27. Mai 1290)[2] ⚭ 1243 Markgraf Otto III., der Fromme von Brandenburg
- Agnes († 1268) ⚭ 1244 Markgraf Heinrich III., der Erlauchte von Meißen
- (Tochter)